# QJS-161
QJS-161, также известный как QJB-201, — китайский ручной пулемёт, разработанный и производимый компанией Norinco для Народно-освободительной армии Китая.

## Конструкция
QJS-161 имеет два типа стволов различной длины, предположительно для разных требований Сухопутных войск НОАК и Воздушно-десантных войск НОАК. В качестве пулемёта с открытым затвором QJS-161 использует боеприпасы 5,8×42 мм, которые могут питаться либо из рассыпной ленты в тканевом контейнере, загруженном в приёмнике на левой стороне оружия, либо из стандартного китайского коробчатого магазина, который вставляется вертикально в шахту магазина в нижней части оружия. Рукоятка заряжания расположена справа. Планка Пикатинни расположена за короткой пылезащитной крышкой над приёмником.
Пулемет отличается меньшим весом за счёт использования легкого материала для корпуса, что снижает вес до менее чем 5 кг в пустом состоянии. Складывающийся вбок приклад имеет полностью регулируемый затыльник и упор для щеки.

## Страны-эксплуатанты
- Китай: Народно-освободительная армия

## Смотрите также
- QJY-201
- QBB-95
- QJY-88
- FN EVOLYS
- Heckler & Koch MG5
- IWI Negev
- М249 SAW
- РПЛ-20

## Рекомендации
1. ↑  NORINCO showcases Chinese army new rifles and machine guns at Zhuhai airshow. Army Recognition (1 октября 2021). Дата обращения: 15 октября 2022. Архивировано 9 октября 2021 года.
2. ↑  博物馆里的新枪族，见证轻武器发展，解放军单兵武器未来可期 (кит.). NetEase News (4 августа 2021). Дата обращения: 15 октября 2022. Архивировано 25 декабря 2022 года.
3. ↑  QJS161 new flight debut, full-scattered bullet, comparable to Western similar products. inf.news (15 октября 2022). Дата обращения: 15 октября 2022. Архивировано 10 апреля 2021 года.
4. ↑  QJS161型新班机亮相，全可散弹链供弹，媲美西方同类产品 (кит.). Tencent News (24 марта 2021). Дата обращения: 15 октября 2022. Архивировано 13 апреля 2021 года.
5. ↑  国产最新轻机枪出现！小口径短管更适合特战两栖，和美军同一水平 (кит.). Net Ease News (22 марта 2021). Дата обращения: 15 октября 2022. Архивировано из оригинала 13 апреля 2021 года.
6. ↑  军工工艺进步巨大，航展上解放军未来新枪族？外貌与内涵兼而有之 (кит.). NetEase News (5 октября 2021). Дата обращения: 15 октября 2022. Архивировано 3 февраля 2023 года.